# Dragon Age: The Veilguard
Dragon Age: The Veilguard je akční hra na hrdiny z roku 2024, kterou vyvinula společnost BioWare a vydala společnost Electronic Arts. Jedná se o čtvrtou velkou hru ze série Dragon Age a pokračování hry Dragon Age: Inquisition (2014). 

## Synopse
Příběh sleduje postavu jménem Rook, která brání elfskému bohu podvodníků Solasovi v zániku světa. Rook přitom omylem osvobodí dva další zlé elfské bohy a musí zabránit v ovládnutí světa i jim.

## Hratelnost
Stejně jako u předchozí hry je hráčova postava ovládána z pohledu třetí osoby. Hra se však vzdává otevřeného světa ve prospěch funkce rychlého cestování. Stejně tak byly upozaděny taktické prvky oproti novému bojovému systému zdůrazňujícímu kombo schopnosti.

## Vývoj
Vývoj hry začal v roce 2015 a provázely ho dlouhé odklady. Hra byla původně plánována jako hra se živou službou, ale po úspěchu hry Star Wars Jedi: Fallen Order byla přepracována na titul pro jednoho hráče.
Souboje byly ovlivněny hrou God of War (2018) od Sony. Původně byla hra oznámena pod názvem Dragon Age: Dreadwolf, avšak v roce 2024 byla hra přejmenována na Dragon Age: The Veilguard.

## Vydání a ohlasy
Hra vyšla 31. října 2024 pro PlayStation 5, Windows a Xbox Series X/S.
Hra získala vesměs pozitivní hodnocení kritiků a nominace na ceny The Game Awards, Golden Joystick Awards a DICE Awards. Objevila se v žebříčcích nejlepších za rok 2024. Ke konci roku 2024 bylo prodáno více než 1,5 milionu kopií, čímž téměř o 50 % překonala očekávání EA.